# Карл III Вилхелм (Баден-Дурлах)
Карл III Вилхелм (на немски: Karl III Wilhelm von Baden-Durlach; * 17 януари 1679 или 27 януари или 28 януари 1679, Дурлах; † 12 май 1738, Карлсруе) е маркграф на Маркграфство Баден-Дурлах през 1709 – 1738 г. като абсолютен владетел. Той основава през 1715 г. град Карлсруе и мести там своята резиденция.

## Живот
Той произлиза от протестантската „Ернестинска линия“ на фамилията Дом Баден, които произлизат от род Церинги. Син е на маркграф Фридрих VII Магнус (1647 – 1709) и Августа Мария фон Шлезвиг-Холщайн-Готорп (1649 – 1728), дъщеря на херцог Фридрих III фон Шлезвинг-Холщайн-Готорп и Августа Мария фон Шлезвиг-Холщайн-Готорп. 
След смъртта на по-големия му брат Фридрих Магнус (* 13 януари 1672, † 24 февруари 1672) през 1672 г. Карл расте като наследствен принц. След следването си в Утрехт, Женева и Лозана, пътувания до Англия, Швеция и Италия, той постъпва през 1694 г. на военна служба. Той е офицер в Испанската наследствена война. Управлява като абсолютен владетел, санира държавните финанси, създава ново управление.
През 1715 г. е имперски генерал-фелдмаршал, започва с основаването на новата си резиденция, дворец и град Карлсруе.
Последван е от 10-годишния му внук Карл Фридрих, син на умрелия му син (1732), наследственият принц Фридрих. Той управлява от 1738 до 1746 г. под регентството на чичо му принц Карл Август фон Баден-Дурлах (1712 – 1786).
- Карл III Вилхелм от Баден-Дурлах, картина от Йохан Рудолф Хубер, 1710
- Дворец Карлсруе 2022 г.

## Семейство и деца
Карл III Вилхелм се жени на 27 юни 1697 г. за Магдалена Вилхелмина фон Вюртемберг (* 7 ноември 1677, † 30 октомври 1742), дъщеря на херцог Вилхелм Лудвиг от Вюртемберг. Двамата имат децата:
- Карл Магнус (* 21 януари 1701, † 12 януари 1712), наследствен принц на Баден-Дурлах
- Фридрих (* 7 октомври 1703,† 26 март 1732), наследствен принц на Баден-Дурлах
- Августа Магдалена (* 13 ноември 1706, † 25 август 1709)

Карл III Вилхелм има метреси, затова съпругата му Магдалена Вилхелмина остава да живее в дворец Карлсбург в Дурлах и никога не се мести в новата резиденция в Карлсруе.
Още през 1696 г. Карл Вилхелм се отличава при посещението му в Швеция с разпуснатия му начин на живот и загубва шанса си за шведския трон, понеже бил заплануван да се ожени за Хедвиг София, дъщерята на крал Карл XI.